# Grupo Gutai
Grupo Gutai (具体, pode ser traduzido com "incorporação") foi um grupo de artistas japoneses do pós-guerra.

## História
Foi fundado em 1954 pelo pintor Yoshihara Jiro em Osaka, Japão, em resposta ao contexto artístico reacionário da época. Este influente grupo, também conhecido como Gutai Bijutsu Kyokai, desenvolveu a aproximação da pintura abstrata com a performance, além de operar diversas estratégias que romperam com procedimentos tradicionais do campo artístico.

## Artistas
| - Imai - Imanaka - Kanayama Akira - Kanno Seiko - Kikunami Shôji - Motonaga Sadamasa - Mukai Shûji - Murakami Saburô - Nasaka Yûko - Ohara Kimiko - Sato Seiichi - Shimamoto Shôzô | - Shiraga Kazuo - Shiraga Fujiko - Tanaka Atsuko - Uémaé Chu - Ukita Yôzô - Yamazaki Tsuruko - Yoshida Minoru - Yoshida Toshio - Yoshihara Jiro - Yoshiwara Michio |

## Obras do Grupo Gutai

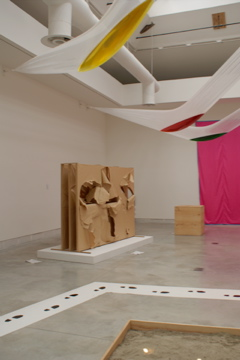
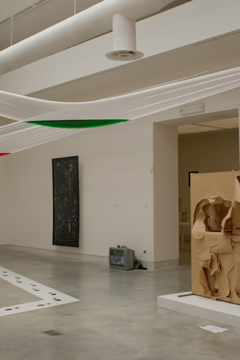
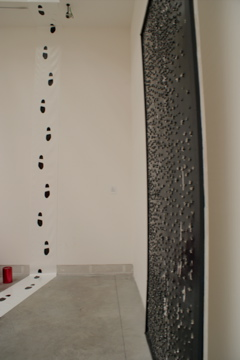
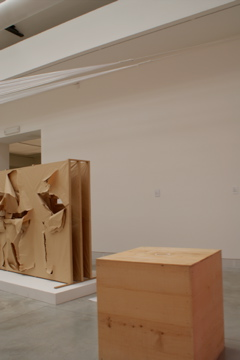
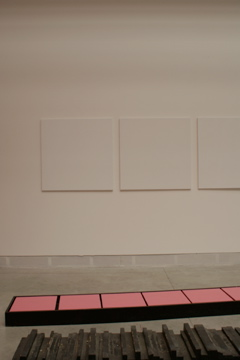
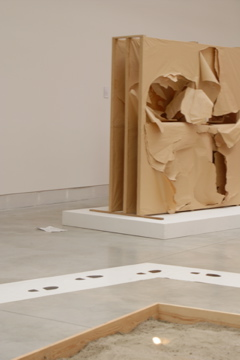
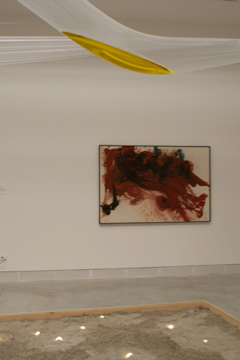
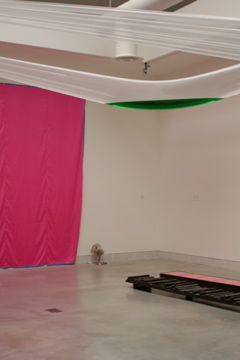

Bienal de Veneza (2009).